# 小梶孝行
小梶 孝行（こかじ たかゆき、1986年（昭和61年）11月15日 - ）は、カヌースプリント競技の日本代表選手。2008年（平成20年）「第1回アジア大学カヌースプリント選手権大会」の男子カナディアンシングル200mで優勝した。

## 略歴
1986年（昭和61年）11月15日に滋賀県八日市市（現：東近江市）に生まれ、東近江市立聖徳中学校では水泳部に所属。滋賀県立八日市南高等学校に進学し、水泳部がなかったためカヌー部に入部した。高校卒業後、立命館大学経済学部に入学。カヌー部に在籍し、2008年（平成20年）には第1回アジア大学カヌースプリント選手権大会」に出場して男子カナディアンシングル200mで優勝、1000mで3位になった。

## 主な成績
| 年度   | 開催日   | 大会名                                                   | 種目     | 成績                   |
| ------ | -------- | -------------------------------------------------------- | -------- | ---------------------- |
| 2008年 | 3/26-28  | カヌーフラットウォーターレーシング海外派遣選手選考会     | C-1-1000 | 4分 30秒043 2位        |
| 2008年 | 9/12-16  | 平成20度日本カヌーフラットウォーターレーシング選手権大会 | C-1-1000 | 4分7秒816 2位          |
| 2008年 | 5/9-11   | 北京オリンピックアジア地区最終予選会                     | C-1-1000 | 4分19秒399 4位         |
| 2008年 | 7/16-20  | 第1回アジアカヌースプリント大学選手権大会                | C-1-1000 | 4分20秒88 3位          |
| 2008年 | 7/16-20  | 第1回アジアカヌースプリント大学選手権大会                | C-1-200  | 0分43秒88 優勝         |
| 2009年 | 3/27     | カヌースプリント海外派遣選手選考会                       | C-1-1000 | 4分 21秒224 2位        |
| 2009年 | 9/10-14  | 平成21度日本カヌースプリント選手権大会                   | C-1-1000 | 4分28秒319 優勝        |
| 2009年 | 5/8-10   | カヌースプリントワールドカップ第1戦                      | C-4-1000 | 4分5秒539 7位          |
| 2009年 | 8/12-16  | カヌースプリント世界選手権大会                           | C-1-1000 | 4分27秒898 予選6位敗退 |
| 2010年 | 5/3      | カヌースプリント海外派遣選手選考会                       | C-1-200  | 0分56秒632 9位         |
| 2010年 | 9/9-13   | 平成22度日本カヌースプリント選手権大会                   | C-1-1000 | 4分28秒319 B決勝3位    |
| 2010年 | 8/19-22  | カヌースプリント世界選手権大会                           | C-1-1000 | 予選敗退               |
| 2010年 | 11/22-26 | 第16回アジア競技大会（広州）カヌー競技カヌースプリント   | C-1-1000 | 第5位                  |
| 2011年 | 6/4      | カヌースプリント海外派遣選手選考会                       | C-1-1000 | 4分21秒178 優勝        |
| 2011年 | 9/9      | 平成23度日本カヌースプリント選手権大会                   | C-1-1000 | 4分31秒924 優勝        |
| 2011年 | 10/21-23 | カヌーマラソン世界選手権大会                             | C-1      | 11位                   |
| 2012年 | 3/25-29  | カヌースプリント海外派遣選手選考会                       | C-1-1000 | 4分36秒556 4位         |
| 2012年 | 9/6-10   | 平成24度日本カヌースプリント選手権大会                   | C-1-1000 | 4分4秒612 優勝         |
| 2013年 | 3/27     | 2013カヌースプリント海外派遣選手選考会                   | C-1-1000 | 4分4秒612 優勝         |
| 2013年 | 5/10-12  | カヌースプリント ワールドカップ第1戦                     | C-1-1000 | 準決勝9位              |

- 公益社団法人日本カヌー協会 平成20年度～平成25年度大会情報